# Höckergans
| Höckergans              | Höckergans                           |
| Paar weißer Höckergänse | Paar weißer Höckergänse              |
| ----------------------- | ------------------------------------ |
| Herkunft                | Asien                                |
| Standard                | - BDRG - EE                          |
| Gewicht                 | - Ganter: 5 kg - Gans: 4 kg          |
| Farbenschläge           | - graubraun - weiß                   |
| Ringgröße               | 24 mm                                |
| Bruttrieb               |                                      |
| Legezeit                |                                      |
| Legeleistung            | - 50 Stück - Mindesteigewicht: 120 g |
| Liste von Gänserassen   |                                      |

Die Höckergans ist eine Gänserasse, die auf die Domestizierung der Schwanengans (Anser cygnoides) in Nordostasien zurückgeht. Im 19. Jahrhundert wurde sie aus China oder Japan nach Europa eingeführt.

## Merkmale

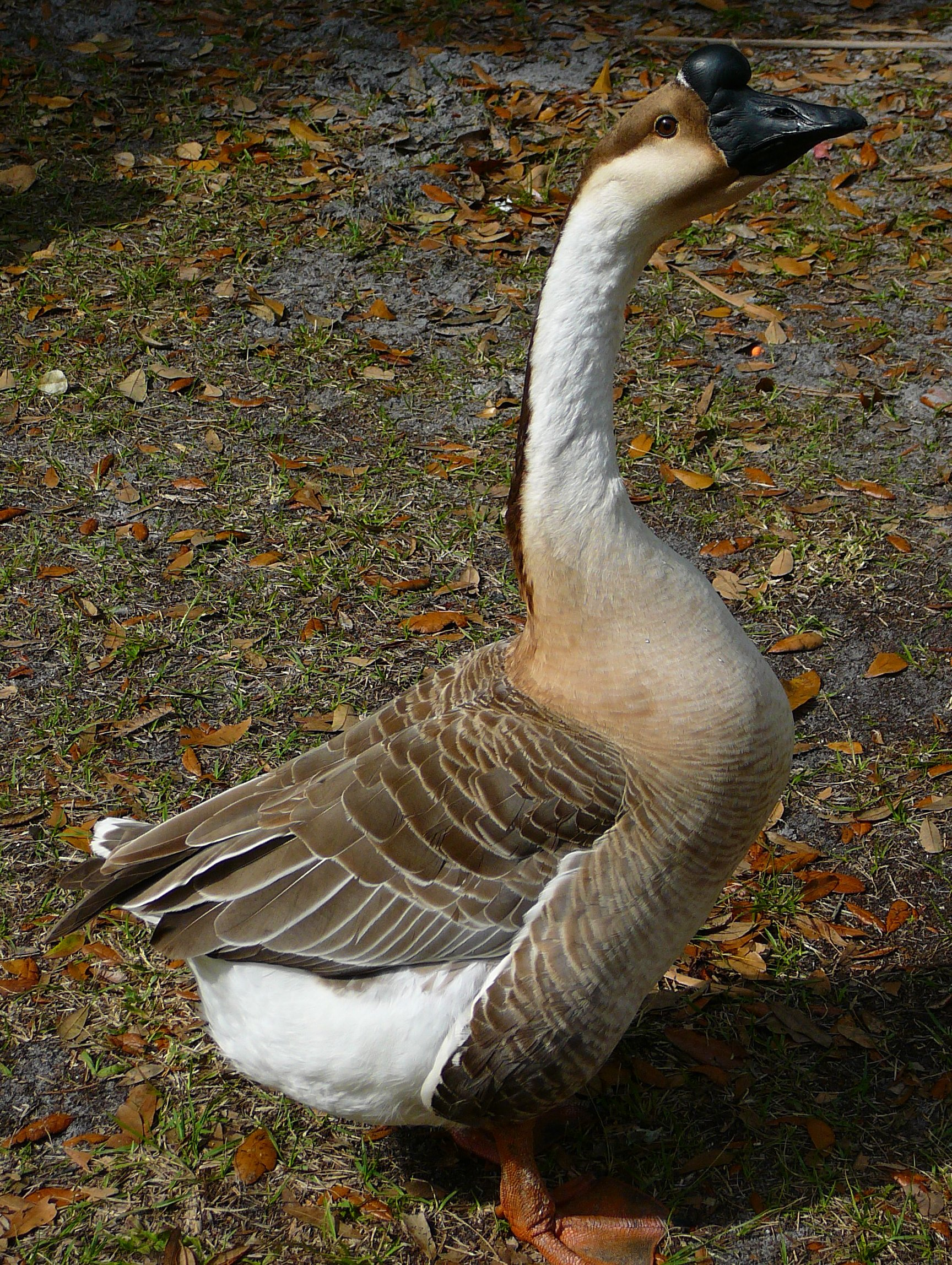
Graubraune Höckergans

Höckergänse haben einen dem Höckerschwan ähnlichen Stirnhöcker auf dem Oberschnabel, der bei männlichen Tieren ausgeprägter ist als bei weiblichen und insbesondere bei alten Gantern derart auswachsen kann, dass er beinahe wie ein kleines Horn wirkt. Bei der Wildform ist dieser Höcker nur schwach und im männlichen Geschlecht ausgeprägt.
Die Höckergans hat einen schwanenartig gebogenen, langen Hals und eine aufrechte Haltung. Der graue Farbenschlag der Höckergans ist wie ihre Stammform, die Schwanengans, gefärbt, und hat einen gerade verlaufenden Aalstrich. Neben dem grauen gibt es aber auch einen weißen Farbenschlag. Dessen Vertreter sind, im Gegensatz zu weißen Hausgänsen, echte Leuzisten.
Die Höckergans ist mit bis zu 5 kg im männlichen bzw. 4 kg im weiblichen Geschlecht wesentlich schwerer als die wilde Schwanengans. Ihr Fleisch ist zart und wenig fett. Mit 40 bis 60 Eiern im Jahr hat sie eine für Gänse beachtliche Legeleistung.
Die Höckergans ist eingeschränkt flugfähig und hat eine trompetenartige Stimme.

## Weitere Höckergänse und Hybride
Aus der ursprünglich gezüchteten Höckergans entwickelten sich im Laufe der Zeit verschiedene Varianten oder Rassen:
- die Afrikanische Höckergans, die auch in Deutschland und Europa anerkannt ist und
- die russische Cholmogory-Gans, eine schwere, grauweiß gescheckte Gans mit riesiger Kehlwamme.

Höckergänse lassen sich darüber hinaus auch problemlos mit Hausgänsen, die von den Graugänsen abstammen, kreuzen. Auf eine solche Kreuzung gehen die Steinbacher Kampfgans und wohl auch die Emdener Gans und die Toulouser Gans zurück.

Höckergänse
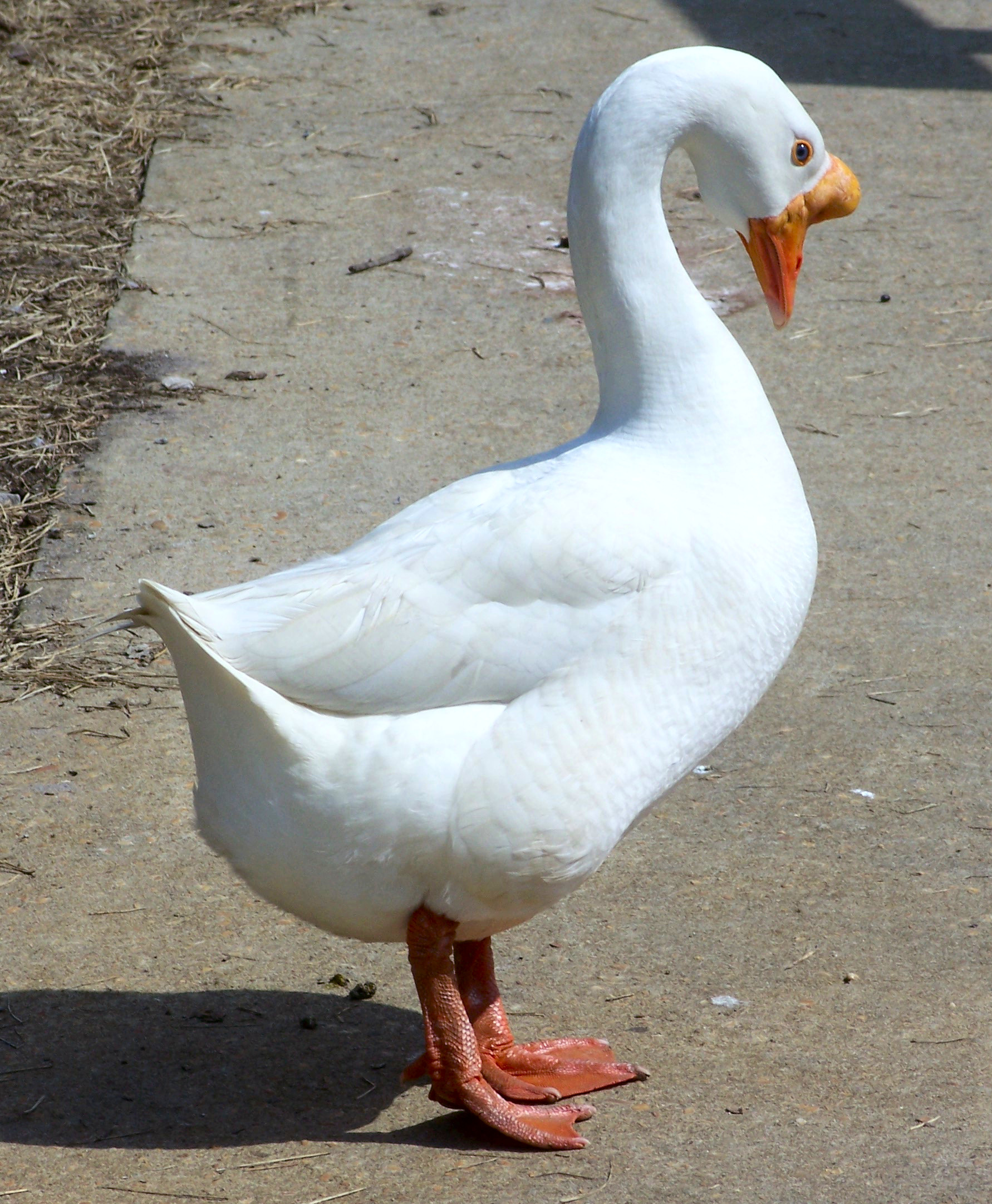
Weiße Höckergans
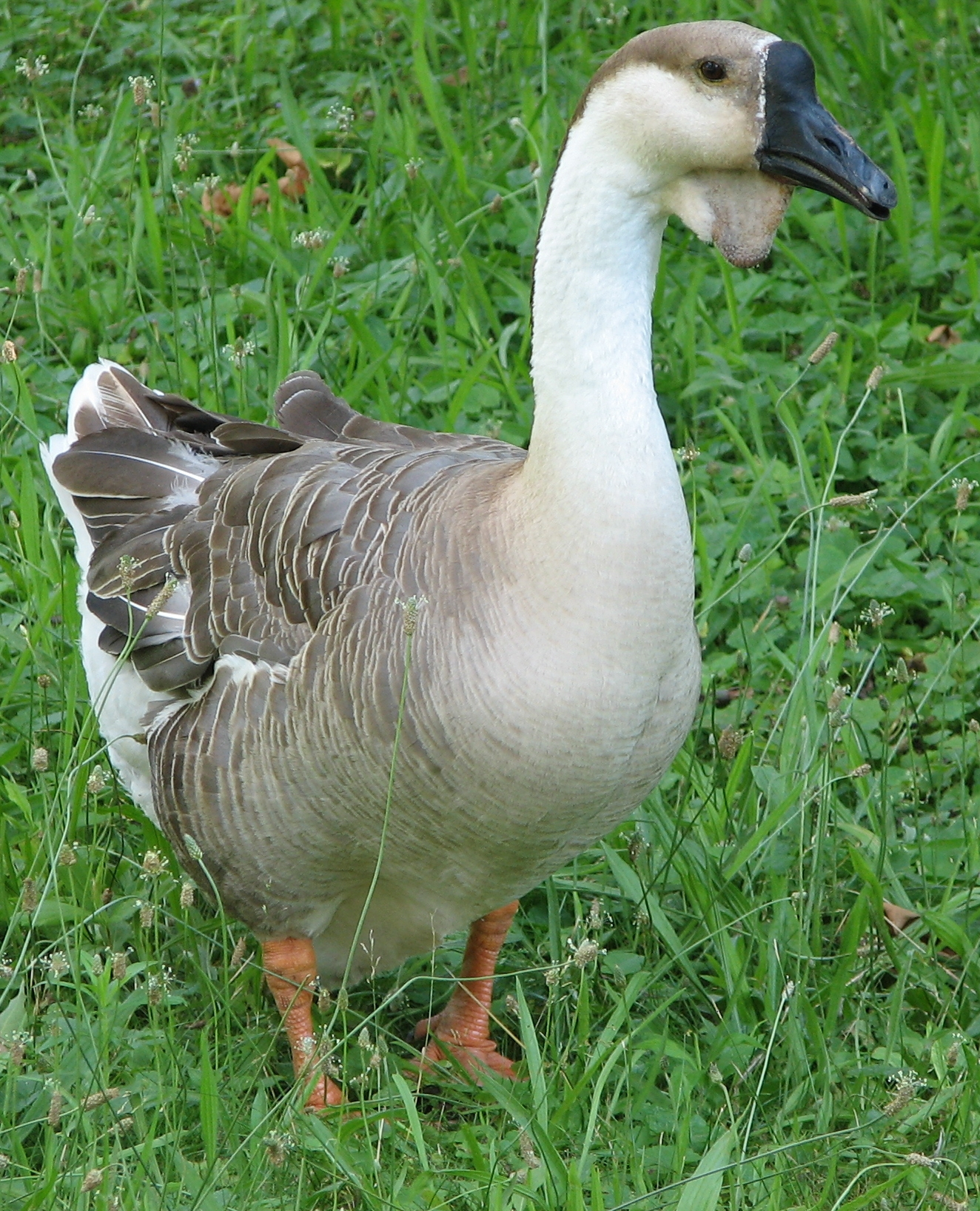
Afrikanische Höckergans
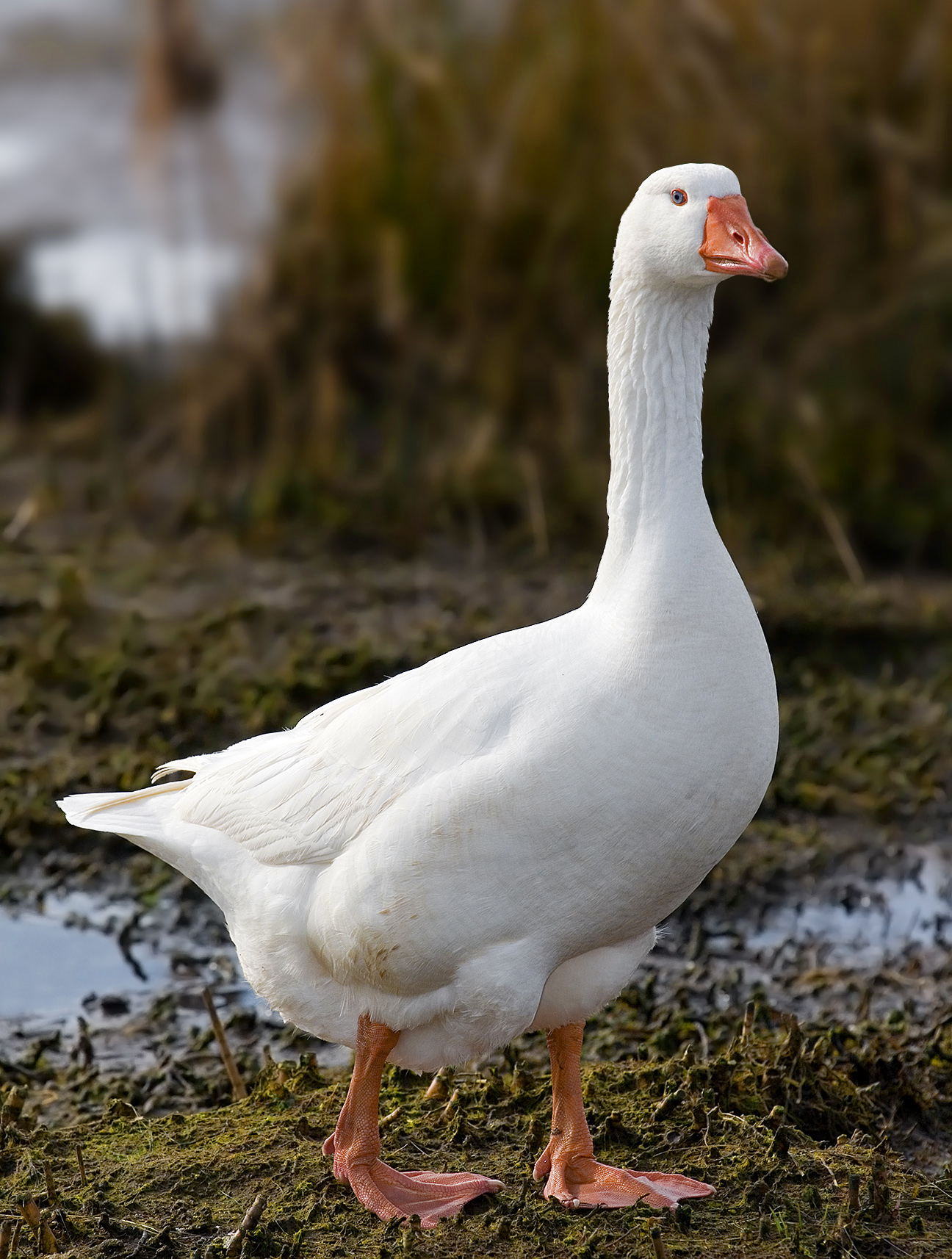
Emdener Gans
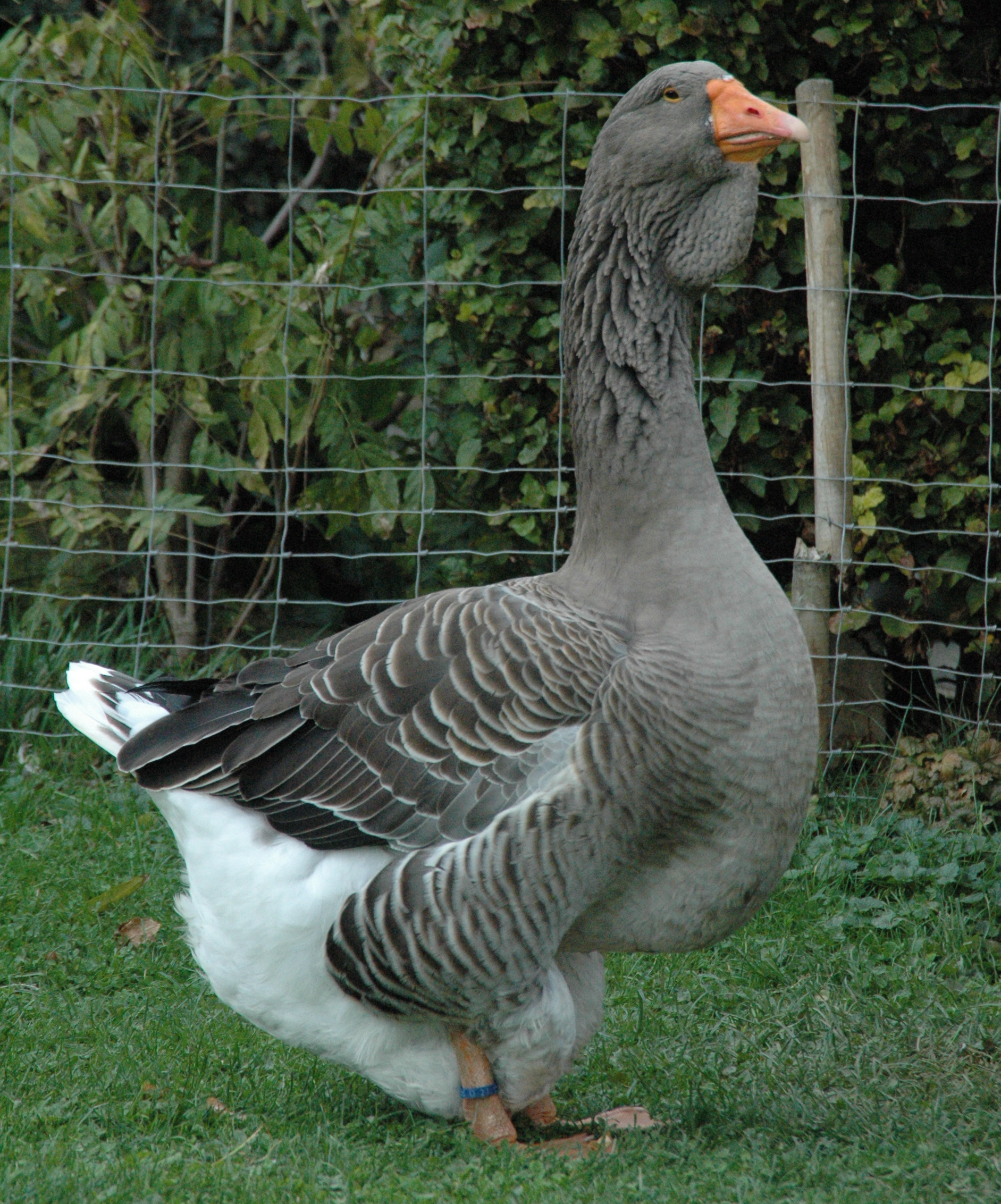
Toulouser Gans